# Mimudea olivalis
Mimudea olivalis là một loài bướm đêm trong họ Crambidae.